# Квінкції
Квінкції або Квінції (Quinctii або Quintii) — римський патриціанський рід, який мав декілька гілок:
1. Capitolini (Капітолійські); з них Тит Квінкцій Капітолін Барбат (Бородатий) був у V столітті до н. е. 6 разів консулом, переміг еквів, вольсків і сусідніх з ними гірських племен.
2. Cincinnati і Crispini (Кучеряві); з них особливо відомий Луцій Квінкцій Цинціннат, дворазовий диктатор у 458 і 439 роках до н. е.
3. Flaminini. Тит Квінкцій Фламінін переміг у 197 році до н. е. Філіппа V при Кіноскефалах.

Відомий також Тит Квінкцій Атта — поет, комедіограф, майстер тогати.